# Nazionale maschile under 15 di calcio della Norvegia
La nazionale norvegese di calcio Under-15, i cui calciatori sono soprannominati U15-landslaget, è la rappresentativa calcistica Under-15 della Norvegia ed è posta sotto l'egida della Norges Fotballforbund. Nella gerarchia delle nazionali calcistiche giovanili norvegesi è posta dopo la nazionale Under-16.